# Conair Corporation
Conair Corporation er en amerikansk producent af mindre elapparater til personlig pleje, køkken og skønhed. Virksomheden har hovedkvarter i Stamford, Connecticut. Conair er ejet af den amerikanske kapitalfond American Securities.
I 1959 i en garage i Queens, New York, begyndte Conair at sælge curler og hårtørrere.
Conairs mærker inkluderer: Conair, Scünci, Allegro, BaByliss, Barberology, Cuisinart, Griddler, AirFryer, Chef's Classic, Green Gourmet, Waring Commercial, XPrep, Bolt ogCafé Deco.